# Vitale Bramani
Vitale Bramani o Vitale Bramanti (Milano, 3 maggio 1900 – 7 luglio 1970) è stato un imprenditore, alpinista e guida alpina italiano.
Diventò membro del Club Alpino Italiano (CAI) a venticinque anni; nel 1936 ha inventato le suole in gomma a carrarmato. Nella seconda metà degli anni Trenta, fonda l'azienda Vibram. Nel 1954 le sue suole a carrarmato conquistano la vetta del K2.
Ha aperto circa 100 vie nell'arco alpino.

## Biografia
Vitale nasce a Milano il 3 maggio del 1900 da Cesare Bramani e Rosa Radice, di professione ebanisti. Il fratello Cornelio, avendo notato la propensione di Vitale per l'arrampicata, lo introduce al mondo dell'alpinismo. A quindici anni Vitale Bramani s'iscrive alla SEM (Società escursionisti milanesi). Qui conosce Eugenio Fasana di cui sarà allievo e cognato: nel 1927 sposa Maria Fasana, la sorella minore.
A 17 anni supera il sesto grado di difficoltà lungo la spaccatura Dones della parete ovest del Torrione Magnaghi Meridionale (Grigna).
Nel 1933 riceve la medaglia d'oro al valore alpinistico con il conferimento da parte di Angelo Manaresi allora presidente del CAI.
Nel 1928 inaugura in via della Spiga 8 a Milano un negozio dedicato all'alpinismo. Qui incontra tra gli altri, Ettore Castiglioni, i conti Aldo e Alberto Bonacossa, Elvezio Bozzoli Parasacchi, Celso Gilberti. Qui conosce anche Franco Brambilla, futuro amministratore delegato della Pirelli e cognato di Leopoldo Pirelli: le prime suole a carrarmato saranno prodotte assieme a loro.
Con la nascita di Cesare (25 aprile 1936 – 6 gennaio 1973) trasferisce la famiglia in via della Spiga di fronte al negozio. Nel 1962 il negozio si trasferisce in via Visconti di Modrone e dal 1969 si chiamerà Bramani Sport. Resterà attivo fino al 1994.
Nel settembre del 1935 assiste a un grave incidente in cordata sulla Punta Rasica in Val Bregaglia, dove perdono la vita sei escursionisti, anche a causa di calzature inadeguate. Applica la gomma vulcanizzata alle suole delle scarpe garantendo così la stabilità degli scarponi chiodati, la flessibilità e la presa sulla roccia. Per migliorare l'aderenza e la trazione disegna dei tasselli a forma di croce: le suole potevano così drenare all'esterno neve e detriti fangosi, oltre a garantire una buona presa. Il primo collaudo avviene nel 1937 con la conquista da parte di Vitale Bramani ed Ettore Castiglioni della parete nord-ovest del Pizzo Badile. All'inizio della scalata sostituisce le suole degli scarponi e mette le proprie.
Si chiama Gomma Tecnica il primo stabilimento aperto a Gallarate nel 1947 dove lavorano 40 operai. Solo dal 1958 con la nuova sede dell'azienda ad Albizzate in provincia di Varese, Vibram diventa il nome ufficiale. Dichiara in un'intervista a Walter Tobagi degli anni Sessanta: “Quando ho cominciato l'industria avevo quaranta operai […].Ora ho undici concessionari in tutto il mondo che impiegano i miei brevetti [...]. Con questi soldi mantengo la sezione ricerche della fabbrica. E posso immettere sempre nuovi macchinari. Io ho quest'idea, l'ho sempre avuta. Si può risparmiare su tutto, non sui macchinari […]”.

### 1954 la conquista del K2
Nel 1954 avviene la conquista del K2 da parte della spedizione italiana guidata da Ardito Desio e patrocinata dal CAI. Ad arrivare in cima agli 8.611 metri Achille Compagnoni e Lino Lacedelli che indossano scarponi Dolomite con suola Vibram. Anche Vitale Bramani investe molto in questa impresa. Insieme al suo ufficio tecnico progetta sei differenti tipi di suole ad alte prestazioni.
Agli inizi degli anni Sessanta Vitale Bramani esporta le suole Vibram verso i mercati degli USA e del Sudamerica. Nel 1965 rilascia le licenze per produrre suole Vibram a Quabaug Corporation con sede in North Brookfield, Massachusetts. Alla fine del 1970, anno della morte di Vitale Bramani, nel mondo erano attive le seguenti licenze di fabbricazione:
- Argentina – Gatic s.a.l.c.f.é.i. – Buenos Aires
- Australia – Siazengers (Australia) Pty Ltd. – Sydney
- Cile – Ipacai – Santiago
- Grecia – Greek Rubber Industry – Piraeus
- N. Zelanda – Dunlop N. Zealand Ltd. – Christchurch
- San Marino – Corpa S.A. – San Marino
- Norvegia – A/S Askim Gummivarefabrik – Oslo
- Svizzera – Daetwyler A.G. – Altdorf (Url)
- U.S.A. – Quabaug Rubber Co. North Brookfield (Mass.)

## Le Principali Salite
1917 
- Spaccatura Dones, parete ovest Magnaghi Meridionale 2040 metri, Grigna, insieme a G. Colombo

1920 
- Sassolungo 3181 metri, Val Gardena, insieme a F. Antonini, C. Bestetti, E. Bramani

1921
- Passo della Portella 2260 metri, Gruppo del Gran Sasso, insieme a C. Bestetti

1922
- Grand Combin 4317 metri, Alpi Pennine occidentali insieme a E. e P. Fasana, F. Franzosi e C. Bramani
- Mont Gelé 3519 metri, Alpi Pennine insieme a C. Bestetti, A. Antonini, C.Bramani, Galetti, De Rossi, Rimoldi
- Trident de Faudery 3384 metri, Alpi Pennine, insieme a P. Fasana, C. Bestetti, F. Antonini

1923
- Fratello Minore dei Tre Fratelli (Trois Frères) 3150 metri, Valpelline insieme a E. Bozzoli, C. Bestetti, A. Antonini
- Punta Arcana 2300 metri, Val Maira insieme a A. Bonacossa
- Pizzo Settentrionale dell'Oro 2690 metri Gruppo del Ligoncio a E. Fasana, E. Bozzoli
- Pizzo Meridionale dell'Oro 2714 metri, Gruppo del Ligoncio insieme a E. Fasana, E. Bozzoli
- Punta della Sfinge 2800 metri, Gruppo del Ligoncio insieme a E. Fasana, E. Bozzoli
- Monte Clapier di Valpelline 3458 metri insieme a E. Fasana, C. Bestetti
- Col Sans Nom 3300 metri, Colle di Dar, Valpelline, insieme a E. Fasana, C. Bestetti
- Aiguille du Peigne 3192 metri, Guglie di Chamonix insieme a E. e P. Fasana
- Petit Dru 3758 metri, Gruppo Aiguille Verte insieme a E. e P. Fasana

1924
- Torrione dell'Orso 2360 metri, Media Val Camonica insieme a C. Bestetti, E. Bozzoli
- Cresta delle Prigioni 2300 metri, Pizzo Badile Camuno insieme a E. Bozzoli
- Presolana Centrale 2476 metri, Prealpi Bergamasche insieme a R. Barzaghi, E. Bozzoli
- Zuccone di Campelli 2161 metri, Prealpi di Lecco, insieme a R. Barzaghi, E. Bozzoli
- Pizzo Campanile 2457 metri, Val di Livo insieme a E. Fasana, E. Bozzoli
- Sasso Bodengo 2406 metri, Val di Livo insieme a E. Fasana, E. Bozzoli
- Cima di Castello 3392 metri, Gruppo Albigna insieme a E. Fasana, A. Bonacossa
- Ermite de Cunei 3017 metri insieme a E. Fasana

1925
- Pizzo di Pesciola 2100 metri, Prealpi di Lecco, insieme a E. Bozzoli
- Torrione Fiorelli 1673 metri, Grigna Meridionale insieme a M. Castiglioni
- La Lancia 1730 metri, Grigna Meridionale, insieme a I. Fasanotti, M. Cereghini
- Pizzo Camerozzo 2876 metri – Punta Bertani 2805 metri, Val Masino insieme a M. Castiglioni
- Pizzo della Pieve 2257 metri, Gruppo delle Grigne insieme a E. Fasana
- Badile Camuno 2435 metri, Media Val Camonica, insieme a E. Fasana, A. Bonacossa

1926
- Pizzo Ligoncio 3033 metri, Val Masino, insieme a E. e P. Fasana, L. Binaghi
- Sella Ligoncino 2770 metri, Gruppo del Ligoncio, insieme a E. e P. Fasana, L. Binaghi
- Punta della Rossa 2888 metri, Monte di Devero, insieme a P. Fasana
- Il Pizzo 1832 metri, Grigna, insieme a E. e P. Fasana, M. Castiglioni

1927
- Cresta delle Prigioni, Badile Camuno, insieme a M. Castiglioni, E. Bozzoli
- Torre dell'Orsa, Gruppo Civetta, insieme a M. Castiglioni

1928
- Canale di Val Mala, Grigne, insieme a C. Bramani
- Pizzo della Pieve 2257 metri, Grigna, insieme a N. Corti, N. Burchiani
- Cimone della Bagozza 2407 metri, Monti di Schilpario, insieme a L. Gasparotto, A. Camplani

1929
- Pizzo Barbisino 2150 metri, Prealpi di Lecco, insieme a E. Bozzoli
- Cima Bacchetta 2549 metri, Media Val Camonica, insieme a E. Bozzoli
- Campanili delle Granate 3100 metri, Gruppo Baitone, insieme a E. Bozzoli
- Sella Ligoncino 2770 metri, Gruppo Ligoncio, insieme a E. Bozzoli, S. Saglio, U. di Vallepiana, M. Gelosa, E. Bianchi, N. Burchiani, N. Curti, M. Bonazzi, F. Pastore
- Pizzo Ligoncio 3033 metri, insieme a P. Fasanza, E Bozzoli
- Denti del Ligoncio insieme a E. Bozzoli
- Campanile Basso 2877 metri, Gruppo di Brenta, insieme a E. Castiglioni, E. Bozzoli

1930
- Torre Nino 2350 metri, Gruppo Camino Bagozza-Concarena, insieme a E. Castiglioni, G. Forgiarini
- Cimone della Bagozza 2409 metri, Gruppo Camino-Bagozza-Concarena, insieme a G. Forgiarini, G. Alessio
- Torrioni delle Quattro Matte 2122 metri, Gruppo Presolana, insieme a A. Sala, A. Camplani
- Gran Paradiso 4061 metri insieme a A. Bonacossa
- Corno delle Pale 2270 metri, Gruppo Camino, insieme a A. Sala, A. Camplani, E. Fasana
- Presolana Occidentale 2511 metri, Prealpi Bergamasche, insieme a C. Gilberti, E. Castiglioni

1931
- Punta della Sfinge 2800 metri, Pizzo Ligoncio 3033 metri, insieme a E. Bozzoli
- Monviso 3841 metri, Alpi Cozie, insieme a A. Bonacossa
- Punta della Sfinge 2800 metri, Gruppo Ligoncio, insieme a L. Binaghi, G. Alessio, G. Forgiarini
- Croda dei Toni di Mezzo 3024 metri, Dolomiti di Sesto, insieme a E. Castiglioni
- Cima Bagni 2913 metri, Gruppo Popera, insieme a E. Castiglioni, L. Gasparotto
- Croda del Passaporto 2704 metri, Gruppo del Paterno, insieme a E. Castiglioni

1932
- Pizzo Badile 3307 metri, Gruppo Albigna, insieme a L. Binaghi, R. Brazaghi
- Ago di Tredenus 2770 metri, Media Val Camonica, insieme a E. Bozzoli
- Cima Bacchetta 2549 metri, Concarena, insieme a L. Gasparotto, E. Bozzoli
- Cima del Barbacàn 2740 metri, Gruppo Albigna, insieme a M. Bardelli, S. Saglio
- Zuccone di Campelli 2161 metri, Valsassina, insieme a E. Fasana

1933
- Cima Bacchetta 2549 metri, Concarena, insieme a E. Castiglioni, E. Bozzoli, L. Gasparotto
- Sasso Arso 2469 metri, Gruppo Disgrazia, insieme a E. Bozzoli, A. Omio
- Corni Bruciati 2958 metri, Gruppo Disgrazia, insieme a M. Bardelli, S. Saglio, G. Maggioni
- Cima Bacchetta 2549 metri, Concarena, insieme a E. Bozzoli, P. Orio, A. Giannantoni
- Cima d'Arcanzo 2714 metri, Gruppo Disgrazia, insieme a M. Bardelli, S. Saglio, E. Bozzoli, L. Flumiani
- Pizzo della Vedretta 2870 metri, Gruppo del Ligoncio, insieme a E. Bozzoli
- Cima del Calvo 2941 metri, Gruppo del Ligoncio, insieme a E. Bozzoli
- Piz Glüschaint 3594 metri, Gruppo del Bernina, insieme a E. Castiglioni
- Corni Bruciati 3112 metri, Gruppo Disgrazia, insieme a E. Castiglioni
- Cima dell'Averta 2824 metri, Gruppo del Disgrazia, insieme a E. Castiglioni
- Pizzo Vicima 2856 metri, Gruppo del Disgrazia, insieme a E. Castiglioni

1934
- Pizzo della Vedretta 2870 metri, Gruppo del Ligoncio, insieme a M. Bardelli, S. Saglio, E. Bozzoli
- Presolana Centrale 2521 metri, Prealpi Bergamasche, insieme a E. Bozzoli, R. Barzaghi
- Pizzo Ratti 2919 metri, Gruppo del Ligoncio, insieme a E. Bozzoli, M. Bardelli
- Pizzo Meridionale dell'Oro 2714 metri, Gruppo del Ligoncio, insieme a E. Bozzoli
- Pizzo Ratti 2919 metri, Gruppo del Ligoncio, insieme a E. Bozzoli
- Punta della Sfinge 2800 metri, Gruppo del Ligoncio, insieme a E. Bozzoli, M. Bardelli, E. Fasana
- Pala di San Martino 2987 metri, Dolomiti di Primiero, insieme a E. Castiglioni
- Cima Immink 2868 metri, Pale di San Martino, insieme a E. Castiglioni
- Cima delle Comelle 2939 metri, Pale di San Martino, insieme a E. Castiglioni
- Cima d'Angheràz 2649 metri, Pale di San Martino, insieme a E. Castiglioni, B. Detassis

1935
- Sciora di Fuori 3169 metri, Gruppo Albigna, insieme a E. Castiglioni
- Pioda di Sciora 3238 metri, Gruppo Albigna, insieme a E. Bozzoli
- Punta Rasica 3308 metri, Gruppo Albigna, insieme a E. Bozzoli, A. Bonacossa, C. Negri
- M. Fornèl 2010 metri, Gruppo del Ferùc, insieme a E. Castiglioni
- Torre del Mont'Alto 2046 metri, Gruppo del Ferùc, insieme a E. Castiglioni
- Torre di Roces 2754 metri, Gruppo di Sella, insieme a E. Castiglioni
- Bec di Mesdì 2967 metri, Gruppo di Sella, insieme a E. Castiglioni
- Piccola Fermeda 2800 metri, Gruppo delle Odle, insieme a E. Castiglioni

1936
- Torrone Occidentale 3351 metri, Gruppo Albigna, insieme a E. Bozzoli, R. Barzaghi
- Rocca Castello 2453 metri,  Via Castiglioni, Parete Ovest, Val Maira, insieme a E. Castiglioni, E. Bozzoli[10]
- Rocca Castello 2453 metri, Spigolo Castiglioni o Sud-Est, 12 Settembre, Val Maira, insieme a E. Castiglioni[10]

1937
- Pizzo dei Gemelli 3261 metri, Gruppo Albigna, insieme a E. Castiglioni, E. Bozzoli
- Torrone Occidentale 3351 metri, Gruppo Albigna, insieme a E. Bozzoli, E. Castiglioni
- Pizzo Badile 3308 metri, Gruppo Albigna, insieme a E. Castiglioni
- Ceda Bassa 2736 metri, Gruppo di Brenta, insieme a E. Castiglioni, G. Boccalatte

1941
- Cima Giai 2503 metri, Gruppo dei Monfalconi, insieme a E. Castiglioni
- Cadin degli Elmi 2430 metri, Gruppo Spalti di Toro, insieme a E. Castiglioni
- Corno Gioia 3087 metri, Gruppo Adamello, insieme a E. Castiglioni
- Cima di Poia Centrale 2991 metri, Gruppo Adamello, insieme a E. Castiglioni

1942 
- Corno Orientale di Salarno 3327 metri, Gruppo Adamello, insieme a E. Bozzoli, N. Oppio

## Onorificenze
Medaglia d'oro al valore alpinistico, 1933, Milano

### Libri su Vitale Bramani
- Eugenio Fasana, Quando il gigante si sveglia, Torino, Montes, 1944.
- Eugenio Fasana, Cinquant'anni di vita della Società Escursionisti Milanesi, Milano SEM, 1941.
- Marco Ferrazza, Grigna assassina, Torino, CDA&Vivalda, 2006.
- Marino Stenico, Una vita di alpinismo, Belluno, Nuovi sentieri, 1986.
- Ettore Castiglioni, ll giorno delle Mesules, Torino, CDA&Vivalda, 1993.
- Gianni Spartà, Romanzo industriale, Varese, Macchione Editore, 1993.
- AA. VV., In punta di Vibram, Varese, Arterigere, 2004